# Giełda Papierów Wartościowych w Zagrzebiu
Giełda Papierów Wartościowych w Zagrzebiu (chorw. Zagrebačka burza d.d) – giełda papierów wartościowych w Chorwacji. Zlokalizowana w stolicy kraju Zagrzebiu, przy ul. Ivana Lučića 2a.

## Historia

### Początki
Pierwsza działalność giełdy w Zagrzebiu miała miejsce w latach 1907 – 1911. Wtedy funkcjonowała ona jako wydział Izby gospodarczej pod nazwą „Wydział dóbr i wartości” (chorw. Sekcija za robu i vrednote). Następnie próby wznowienia działalności giełdowej w Zagrzebiu miały miejsce już w roku 1917, jednak było to utrudnione z powodu działań wojennych. Ostatecznie giełda została znów założona po zakończeniu I wojny światowej w 1919 roku. W późniejszych latach kilkukrotnie zmieniała swój adres. W roku 1945 nowe, socjalistyczne władze w Jugosławii zamknęły giełdę w Zagrzebiu.

### Giełda dzisiaj
Giełda, w formie w jakiej istnieje dzisiaj, została utworzona przez 25 banków i dwie firmy ubezpieczeniowe w 1991 roku. W marcu 1994 roku została uruchomiony elektroniczny system obrotu na giełdzie, natomiast w 2007 została połączona z Giełdą Papierów Wartościowych w Varaždinie, stając się jednocześnie jedyną działającą giełdą papierów wartościowych na terenie Chorwacji.
Dzisiaj na zagrzebskiej giełdzie notowanych jest łącznie ponat 150 firm. Giełda działa codziennie w godzinach od 9.00 do 16.30, z wyjątkiem weekendów, oraz świąt.

## Indeksy
Na Giełdzie Papierów Wartościowych w Zagrzebiu są dwa główne typy indeksów:
- CROBEX, będący indeksem akcji
- CROBIS, w których znajdują się obligacje.

W indeksie akcji wyróżnione są: CROBEX, CROBEX10, CROBEXindustrija, CROBEXkonstrukt, CROBEXnutris, CROBEXplus, CROBEX TR, CROBEXtransport i CROBEXturist. Indeksy obligacji to: CROBIS i CROBIStr.